# Бразильско-румынские отношения
Бразильско-румынские отношения — двусторонние дипломатические отношения между Бразилией и Румынией. Государства являются членами Организации Объединённых Наций.

## История

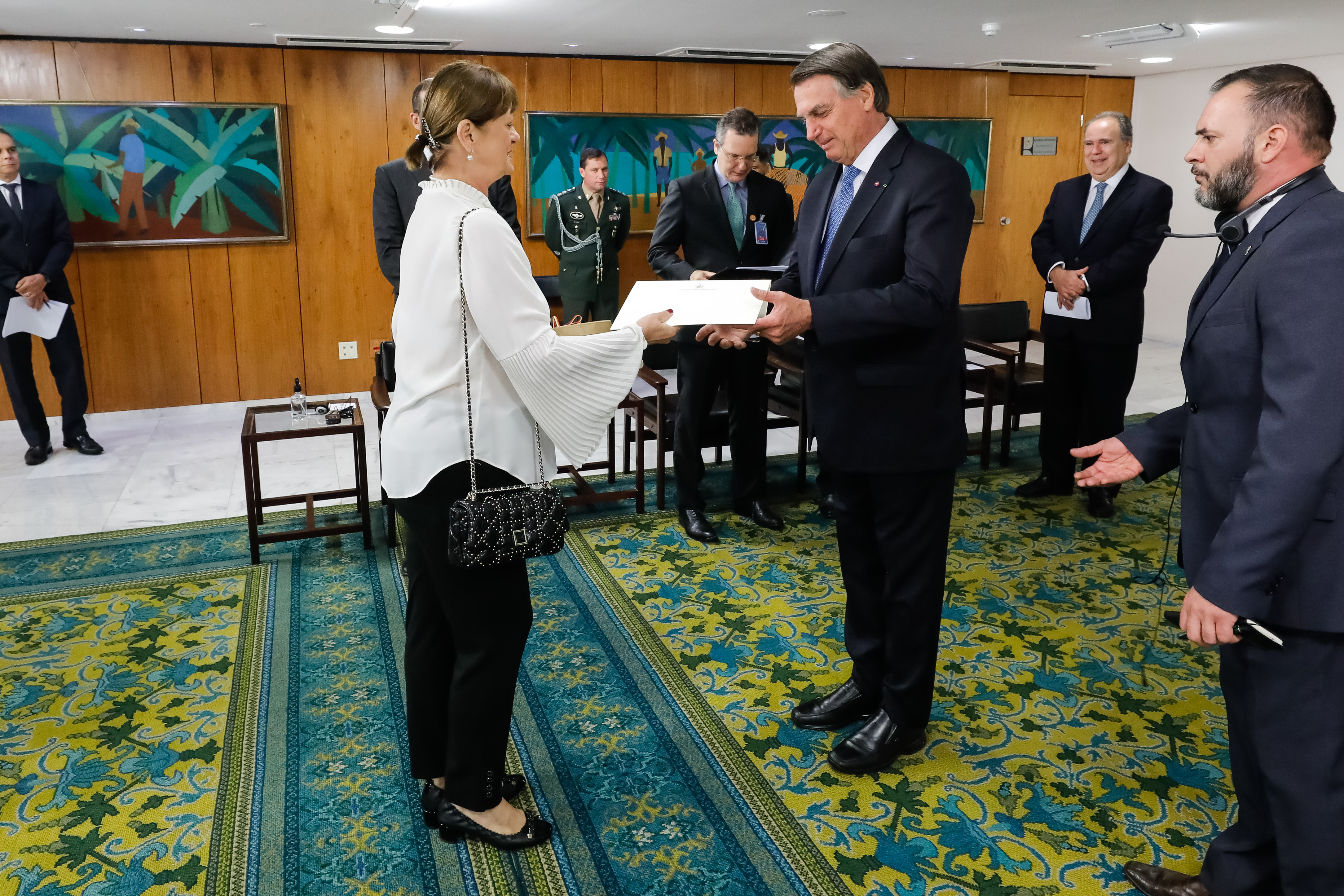
Президент Бразилии Жаир Болсонару получает верительные грамоты нового посла Румынии Моники-Михаэль Штирбу в октябре 2021 года

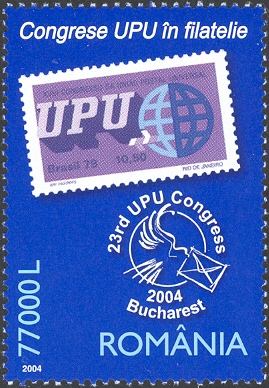
Почтовая марка Румынии 2004 года

В начале XX века уроженцы Румынии (в частности из провинции Бессарабия на территории современной Молдавии) иммигрировали в Бразилию. Среди них было много этнических немцев и поляков, которые в то время проживали в Румынии. В результате более 40 000 бразильцев имеют румынское происхождение.
Первые контакты между государствами состоялись в 1880 году. В 1928 году они установили официальные дипломатические отношения. В том же году Румыния открыла дипломатическую миссию в Рио-де-Жанейро, ставшую первой в Латинской Америке. Бразилия открыла дипломатическое представительство в Румынии в 1929 году, и которое было закрыто в 1939 году после начала Второй мировой войны.
В августе 1942 года Бразилия объявила войну странам «оси» и их союзникам и в результате разорвала дипломатические отношения с Румынией, поскольку она являлась союзником Германии. В 1961 году Бразилия восстановила дипломатические отношения с Румынией, а в 1962 году открыла дипломатическое представительство в Бухаресте. В 1974 году государства повысили статус своих представительств до посольств.
В июне 1975 года президент Социалистической Республики Румыния Николае Чаушеску осуществил первый в истории официальный визит в Бразилию, где встретился с президентом Эрнесту Гайзелем и был награждён Орденом Южного Креста.
В октябре 2004 года вице-президент Бразилии Жозе Аленкар посетил Румынию, где встретился с президентом Ионом Илиеску и был награждён Орденом Звезды Румынии. В 2010 году министр иностранных дел Бразилии Селсу Аморим осуществил визит в Румынию.
В июне 2013 года была создана Группа дружбы между парламентами Бразилии и Румынии. В июне 2017 года в Бразилиа прошли совместные политические консультации между двумя странами.

## Двусторонние соглашения
Между государствами подписано несколько двусторонних соглашений, таких как: Соглашение о передаче технологий в фармацевтической области (1975 год), Соглашение о морском транспорте (1977 год), Соглашение о научно-техническом сотрудничестве (1983 год), Меморандум о взаимопонимании для создания консультационного механизма между министерствами иностранных дел обеих стран (1991 год), Культурное соглашение (1992 год), Соглашение о сотрудничестве в борьбе с производством и оборотом наркотиков и психотропных веществ, злоупотреблением наркотиками и наркоманией (1999 год), Соглашение о выдаче (2003 год), Соглашение об осуществлении вознаграждаемой деятельности членами семей дипломатических, консульских, морских, военных, административных и технических служащих (2010 год) и Соглашение о взаимной правовой помощи по уголовным делам (2017 год).

## Дипломатические представительства
- Бразилия имеет посольство в Бухаресте[10].
- У Румынии есть посольство в Бразилиа и генеральное консульство в Рио-де-Жанейро[11].